# Tarentum (Pensilvania)
Tarentum es un borough ubicado en el condado de Allegheny en el estado estadounidense de Pensilvania. En el año 2000 tenía una población de 4993 habitantes y una densidad poblacional de 1554.7 personas por km².

## Geografía
Tarentum se encuentra ubicado en las coordenadas 40°36′11″N 79°45′20″O / 40.60306, -79.75556.

## Demografía
Según la Oficina del Censo en 2000 los ingresos medios por hogar en la localidad eran de $26895 y los ingresos medios por familia eran $32042. Los hombres tenían unos ingresos medios de $28578 frente a los $21891 para las mujeres. La renta per cápita para la localidad era de $14671. Alrededor del 15.6 % de la población estaba por debajo del umbral de pobreza.